# Arthur Hugh Clough
Arthur Hugh Clough, född 1 januari 1819 i Liverpool, död 13 november 1861 i Florens, var en brittisk författare. Han var bror till Anne Jemima Clough.
Clough var akademiker i Oxford, där han blev nära vän med Matthew Arnold. Han avsade sig i samband med Oxfordförelsen sitt fellowship. Han var därefter anställd vid statens skolkommission. Hans Bothie of Tober-na-Voulich (1848) är en humoristisk epik på hexameter med skotskt ämne. 
Matthew Arnolds elegi Thyrsis skrevs till Cloughs minne.